# 피터르 브뤼헐 더 아우더
피터르 브뤼헐 더 아우더(네덜란드어: Pieter Brueghel de Oude,

## 작품들

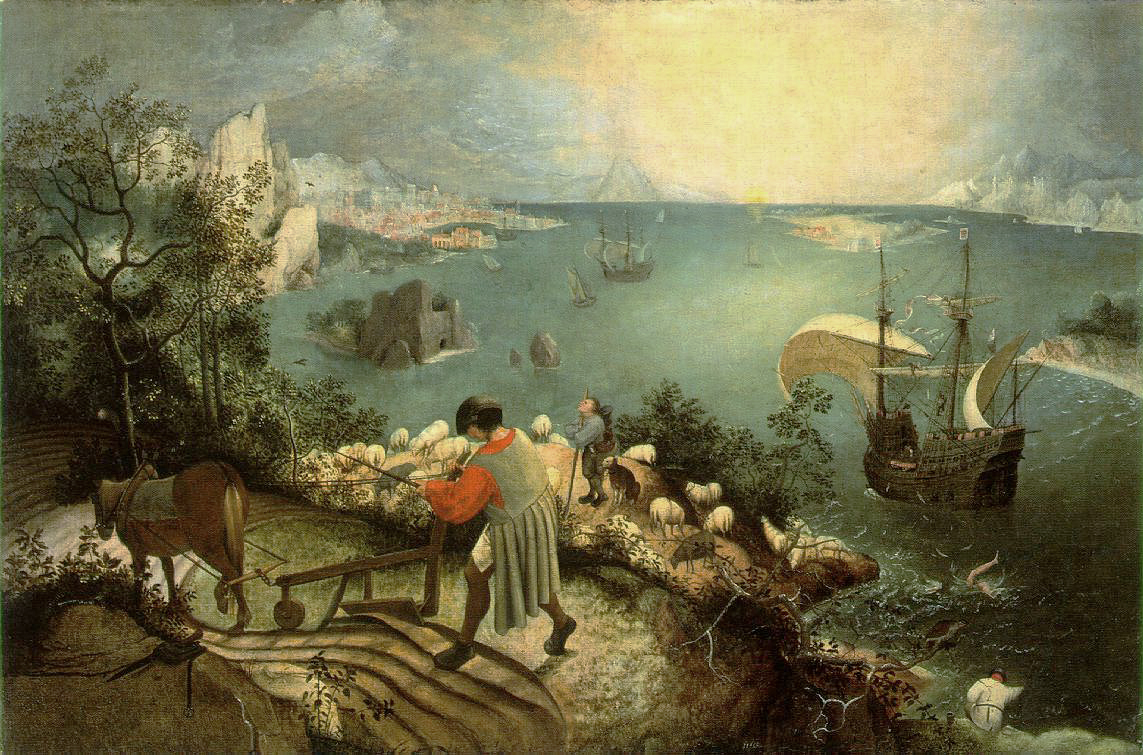
추락하는 이카루스가 있는 풍경(1558년)
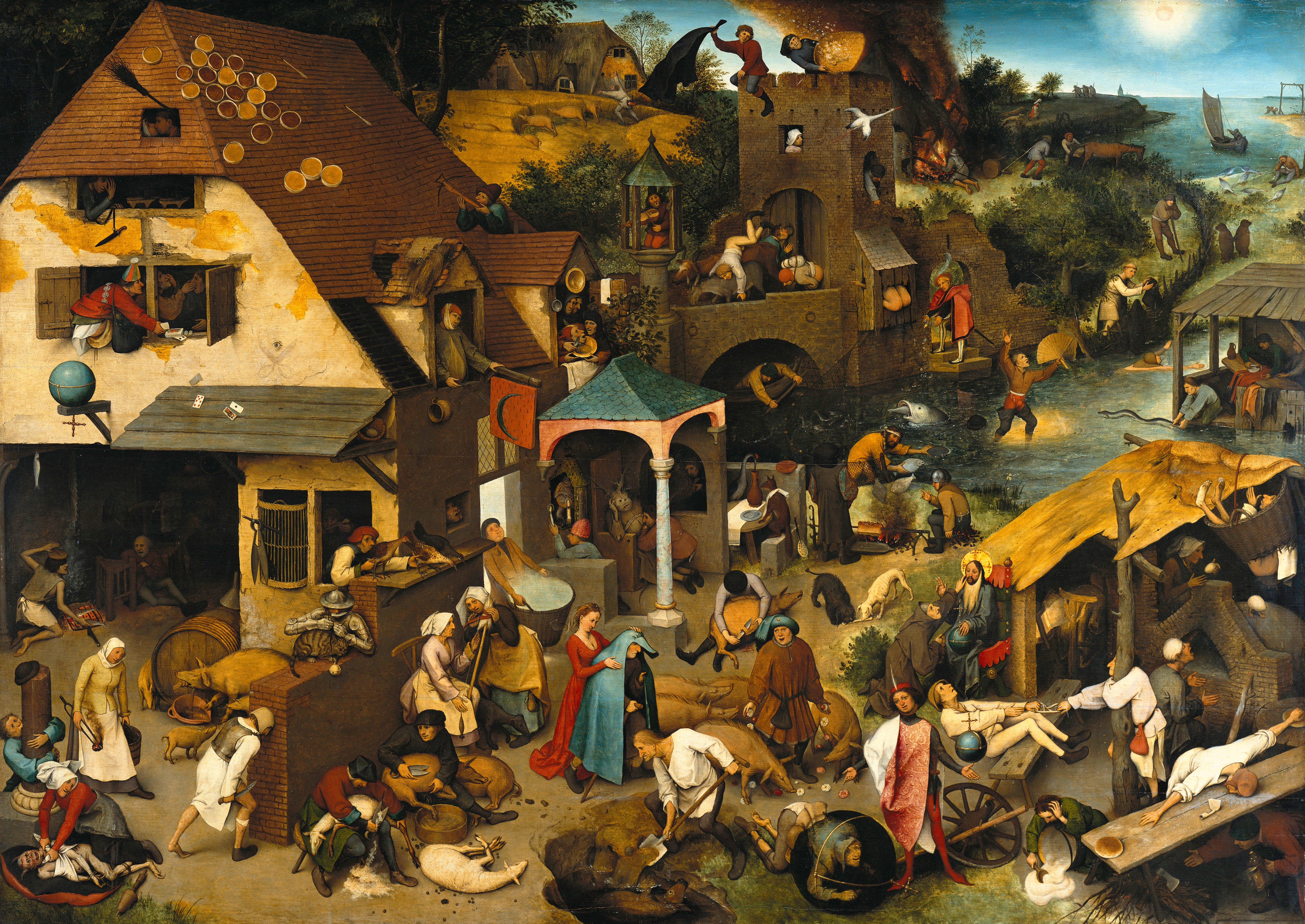
네덜란드 속담(1559년)
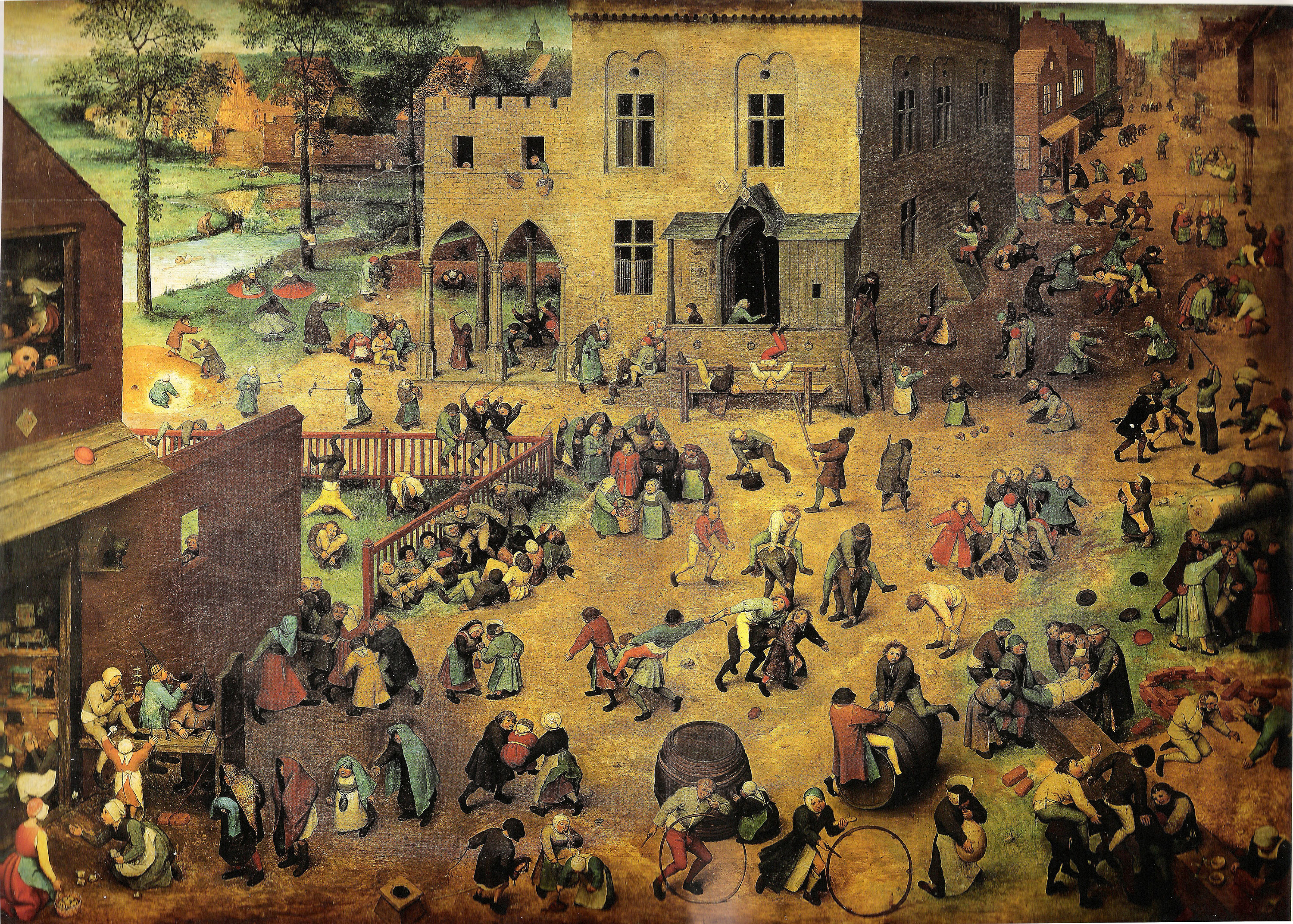
아이들의 놀이(1560년), 빈 미술사 박물관 소장
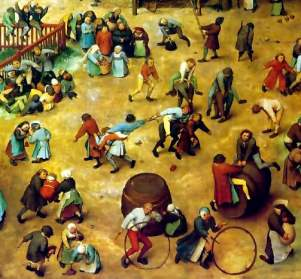
아이들의 놀이의 자세한 부분
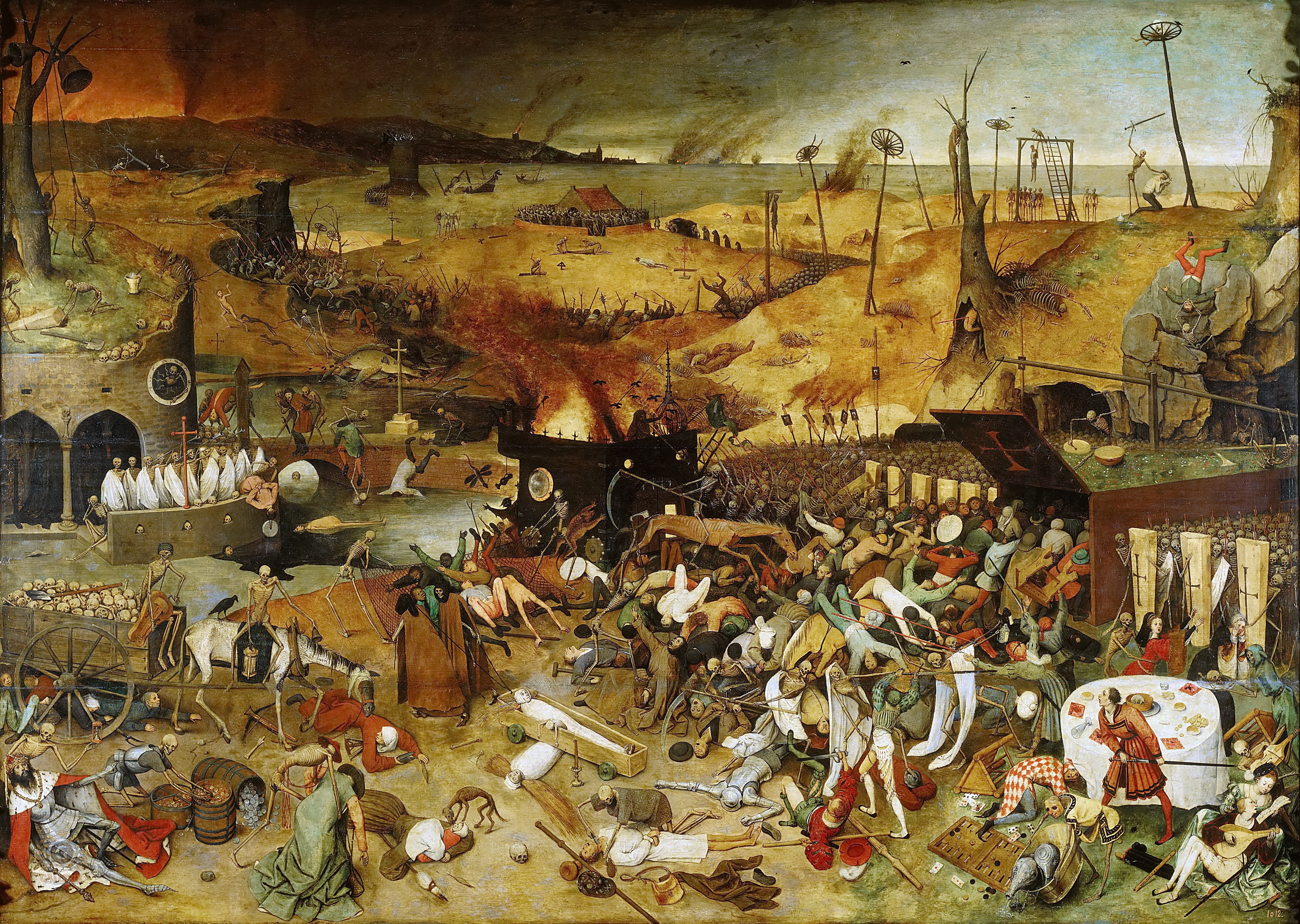
죽음의 승리(1562년), 프라도 미술관 소장
반란 천사의 추락(1562년)
바벨탑(1563년), 빈 미술사 박물관 소장
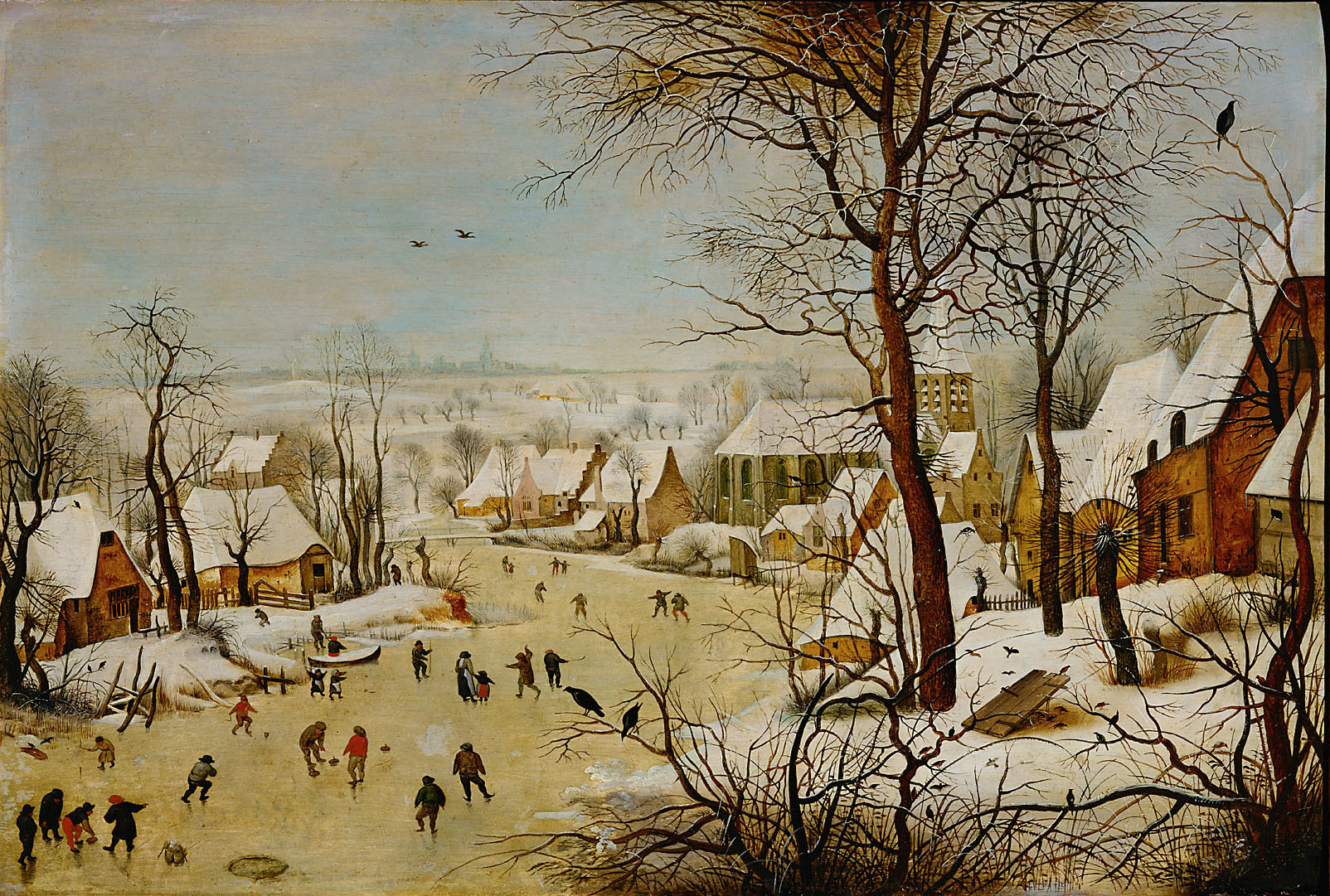
겨울 풍경(1565년), 빈 미술사 박물관 소장
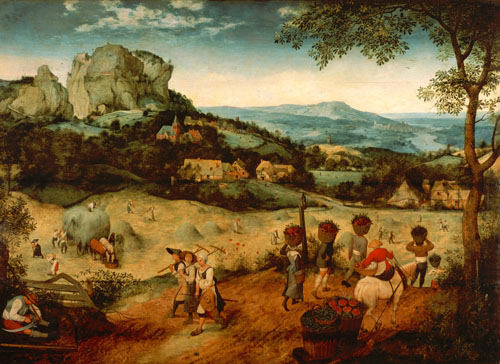
건초 만들기(1565년), 프라하 국립 박물관 소장
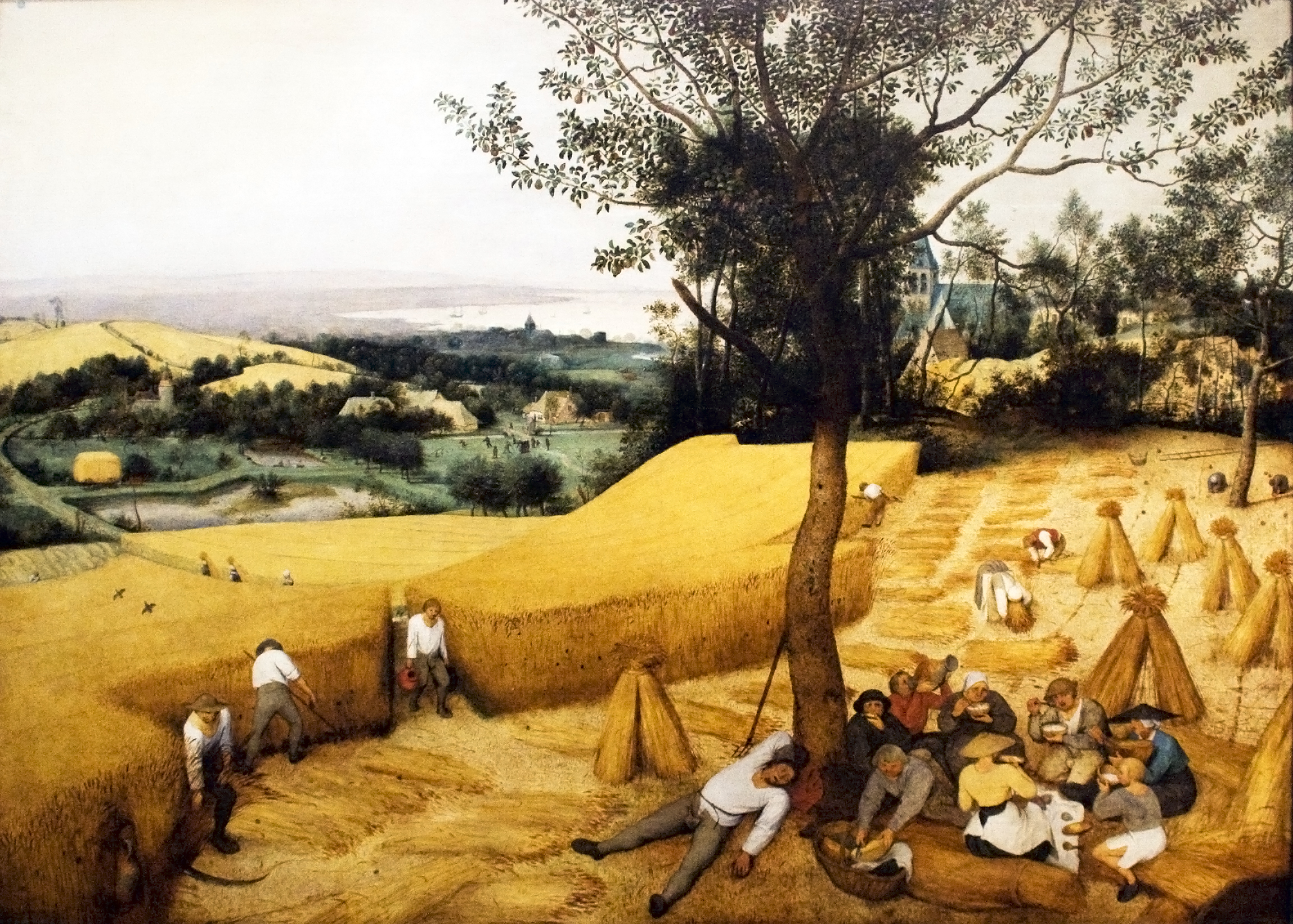
곡물 수확(1565년), 메트로폴리탄 미술관 소장
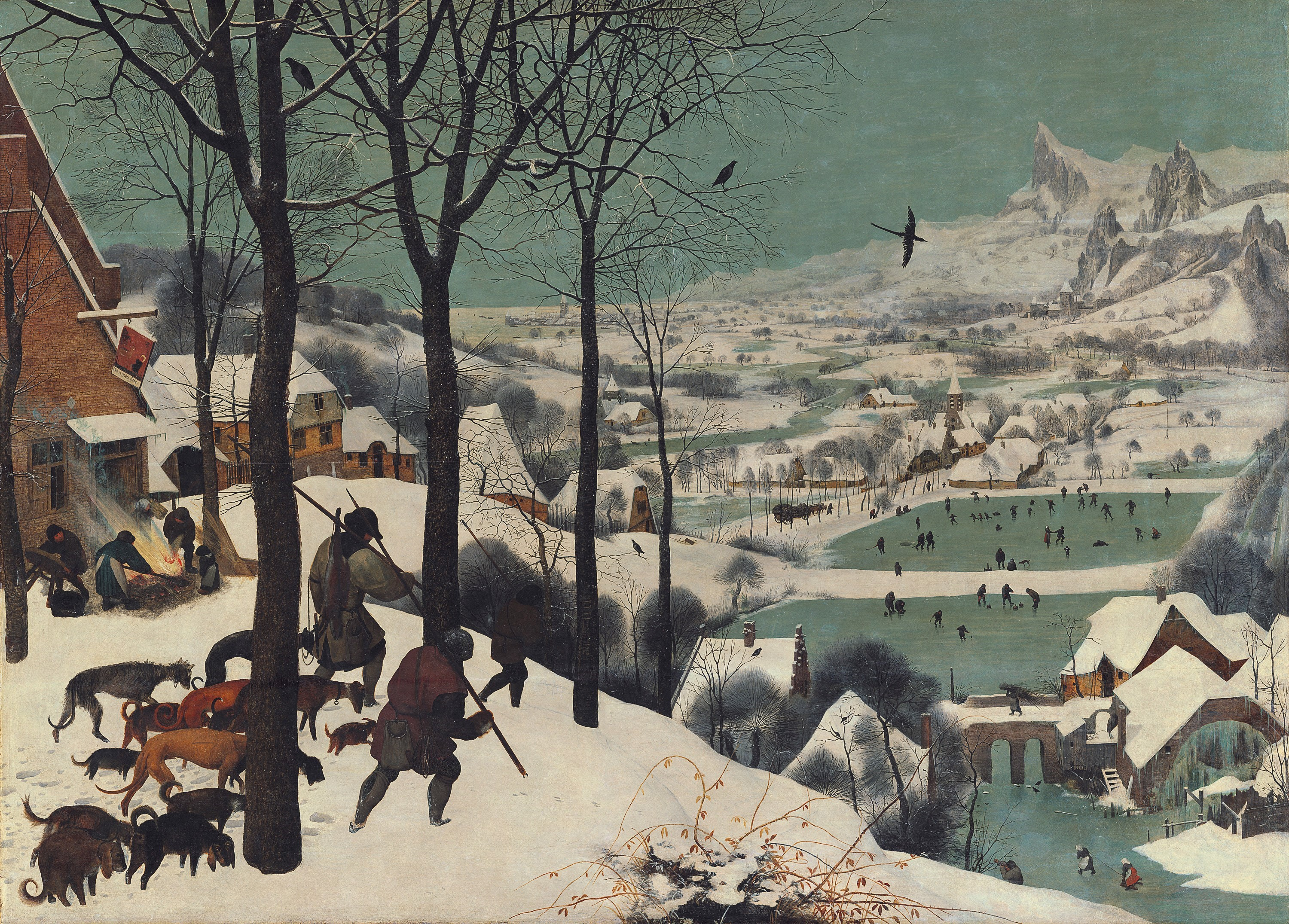
눈 속의 사냥꾼(1565년), 빈 미술사 박물관 소장
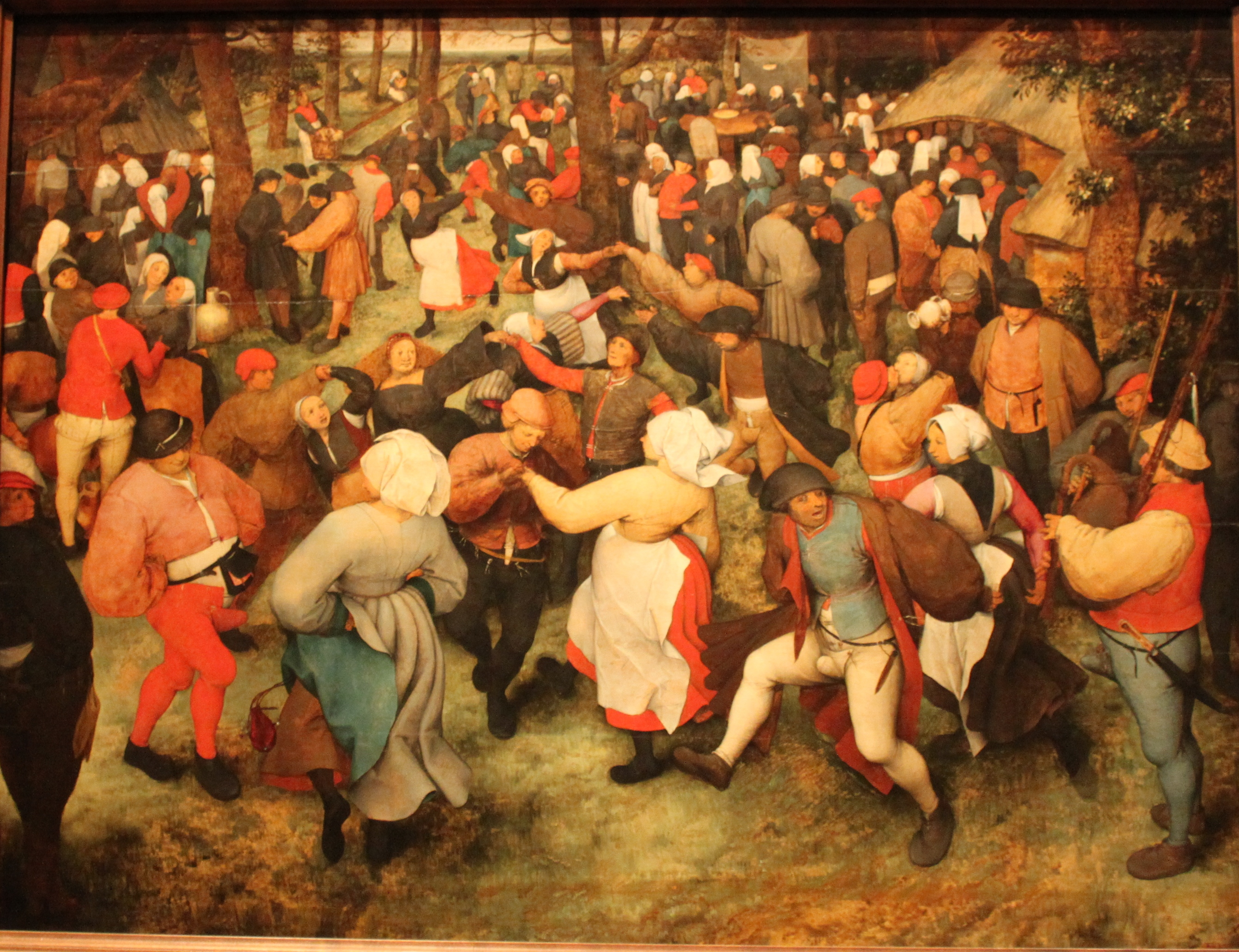
결혼식 춤(1566년), 디트로이트 미술관 소장
베들레헴의 인구조사(1566년)
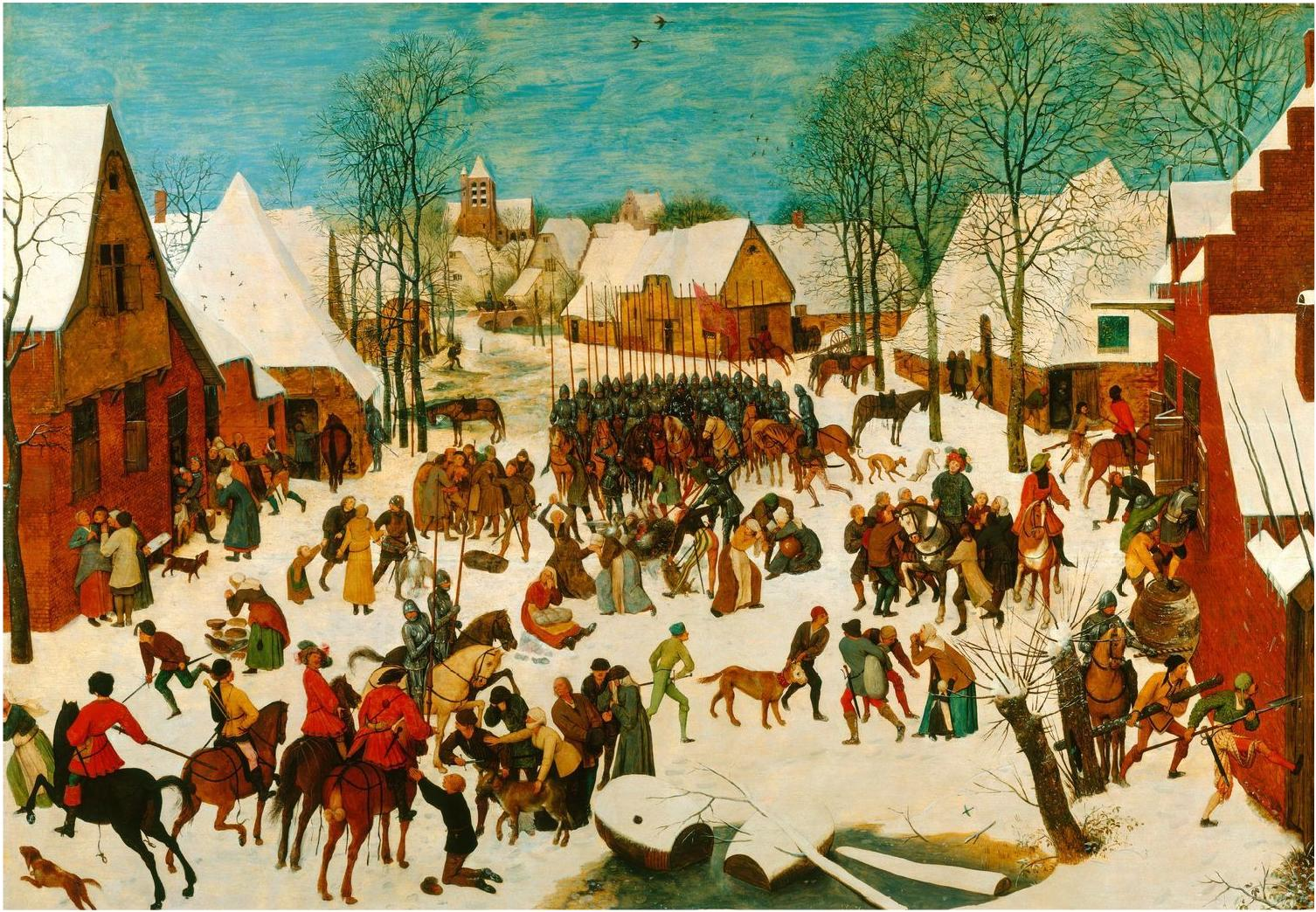
베들레헴의 영아학살(1565년-1567년), 브루켄탈 국립박물관
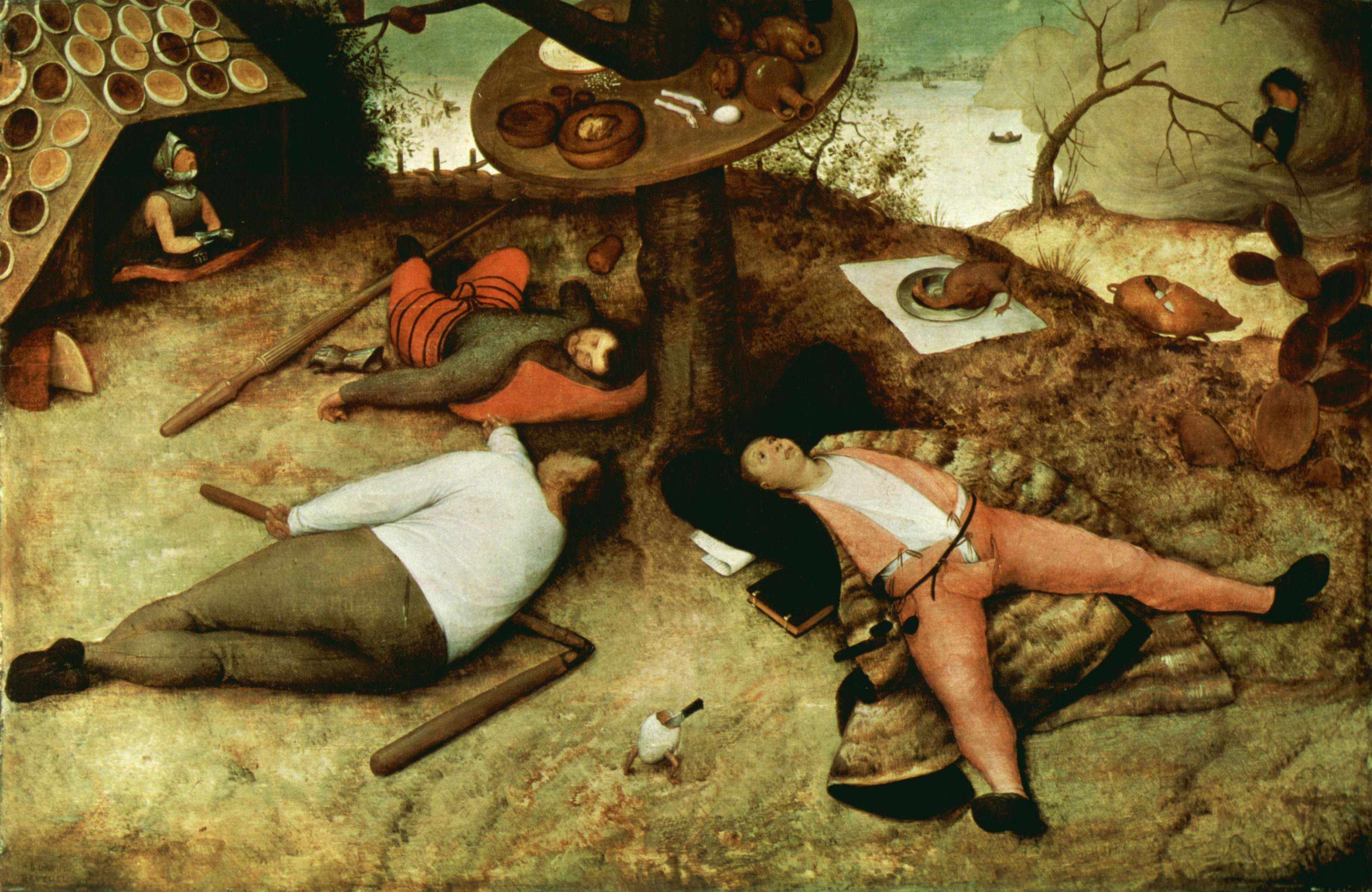
코카인 나라(1567년), 알테 피나코테크 소장
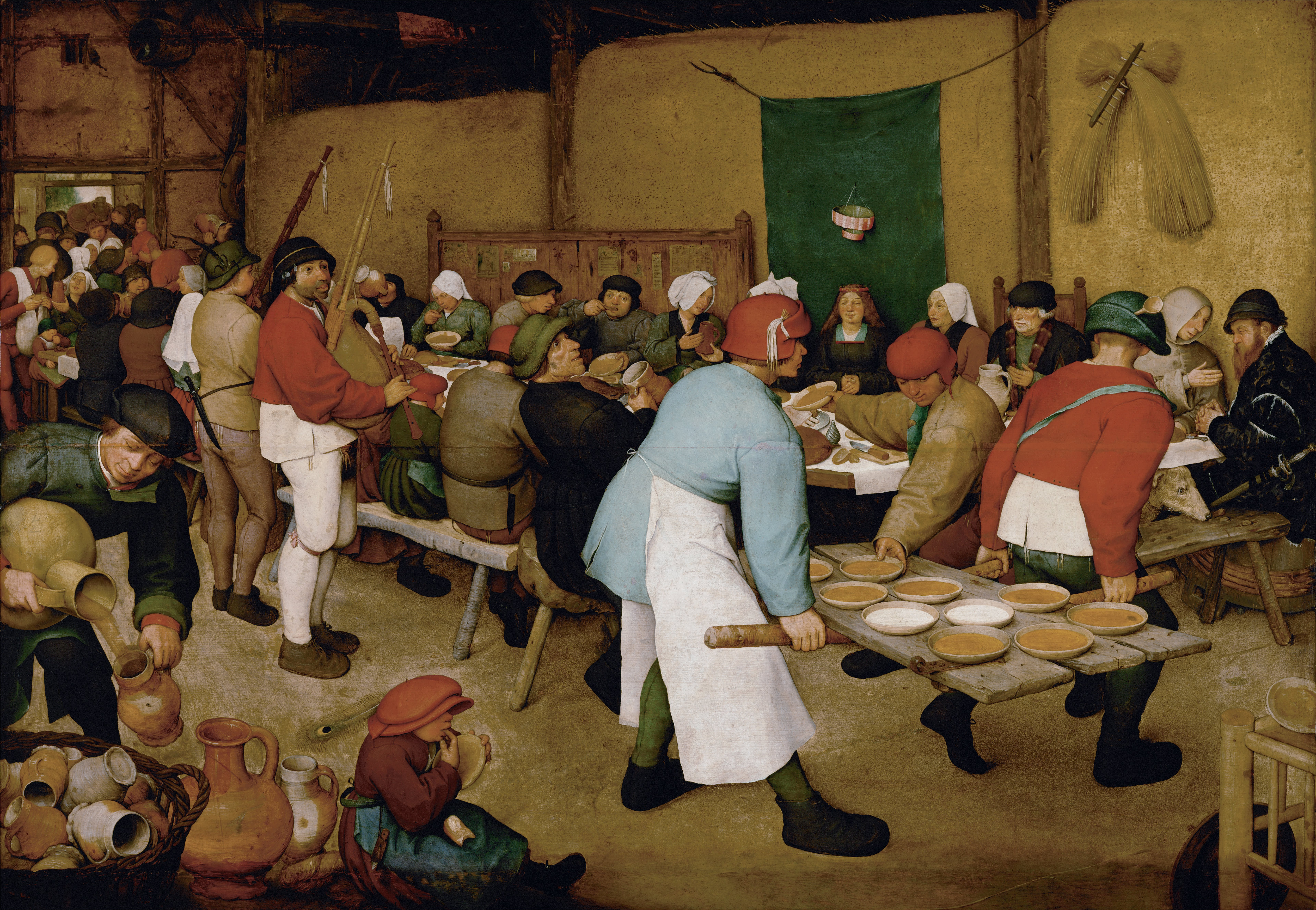
농가의 혼례(1568년), 빈 미술사 박물관 소장
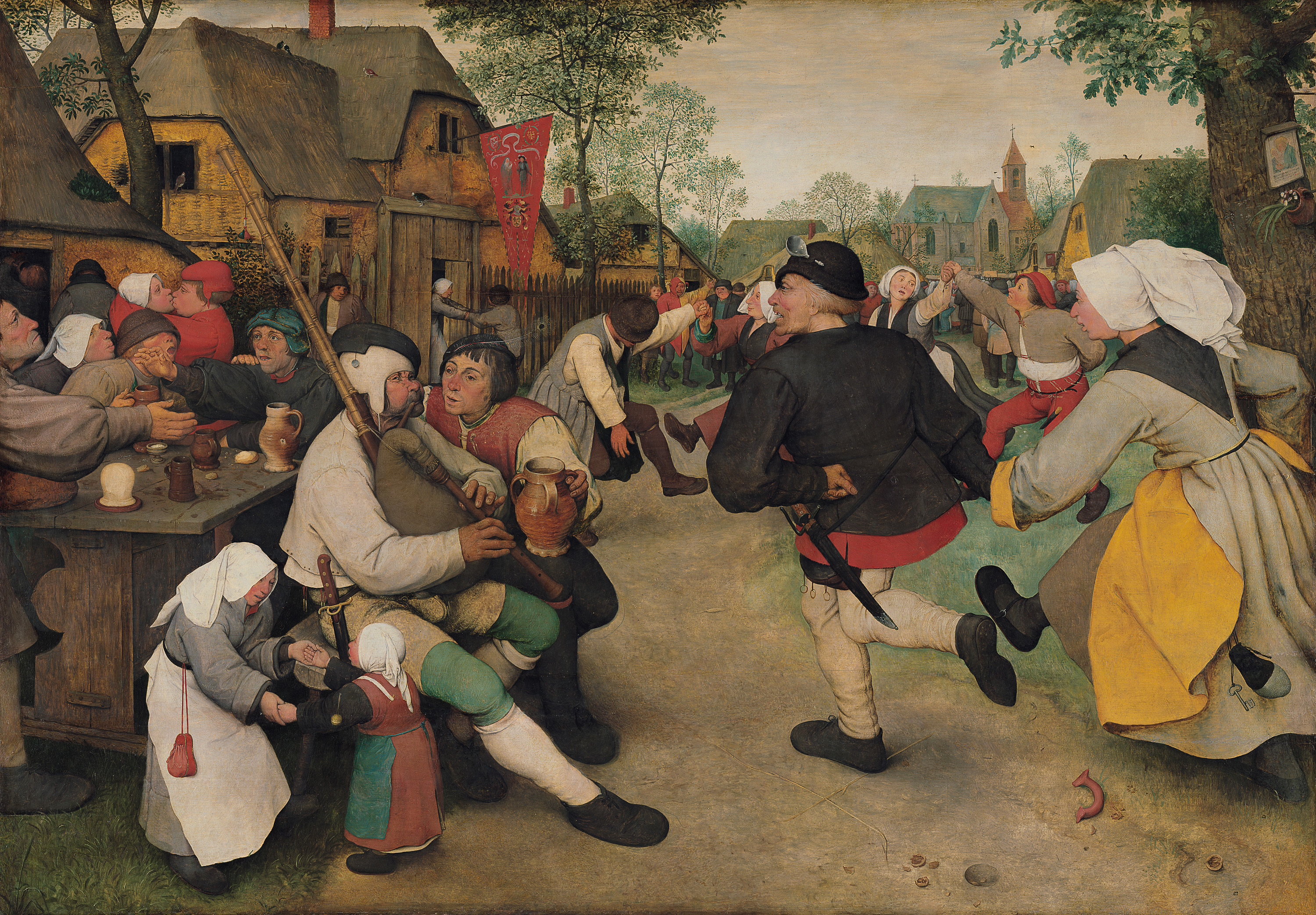
농민들의 춤(1568년), 빈 미술사 박물관 소장
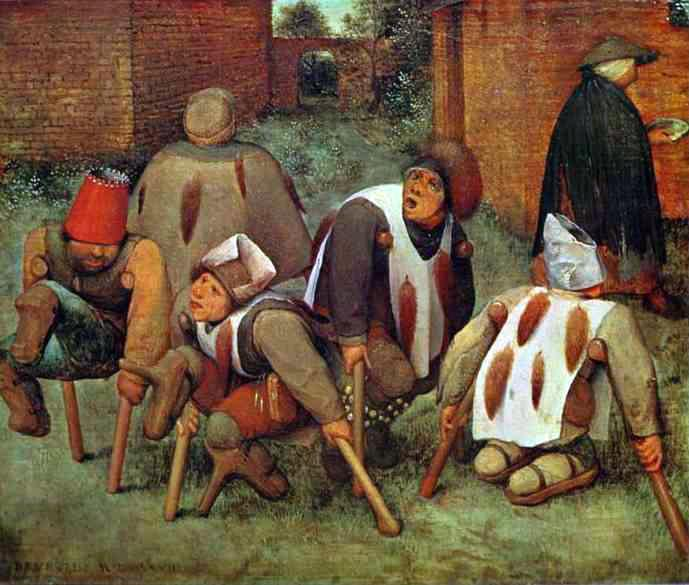
거지들(1568년), 루브르 박물관 소장
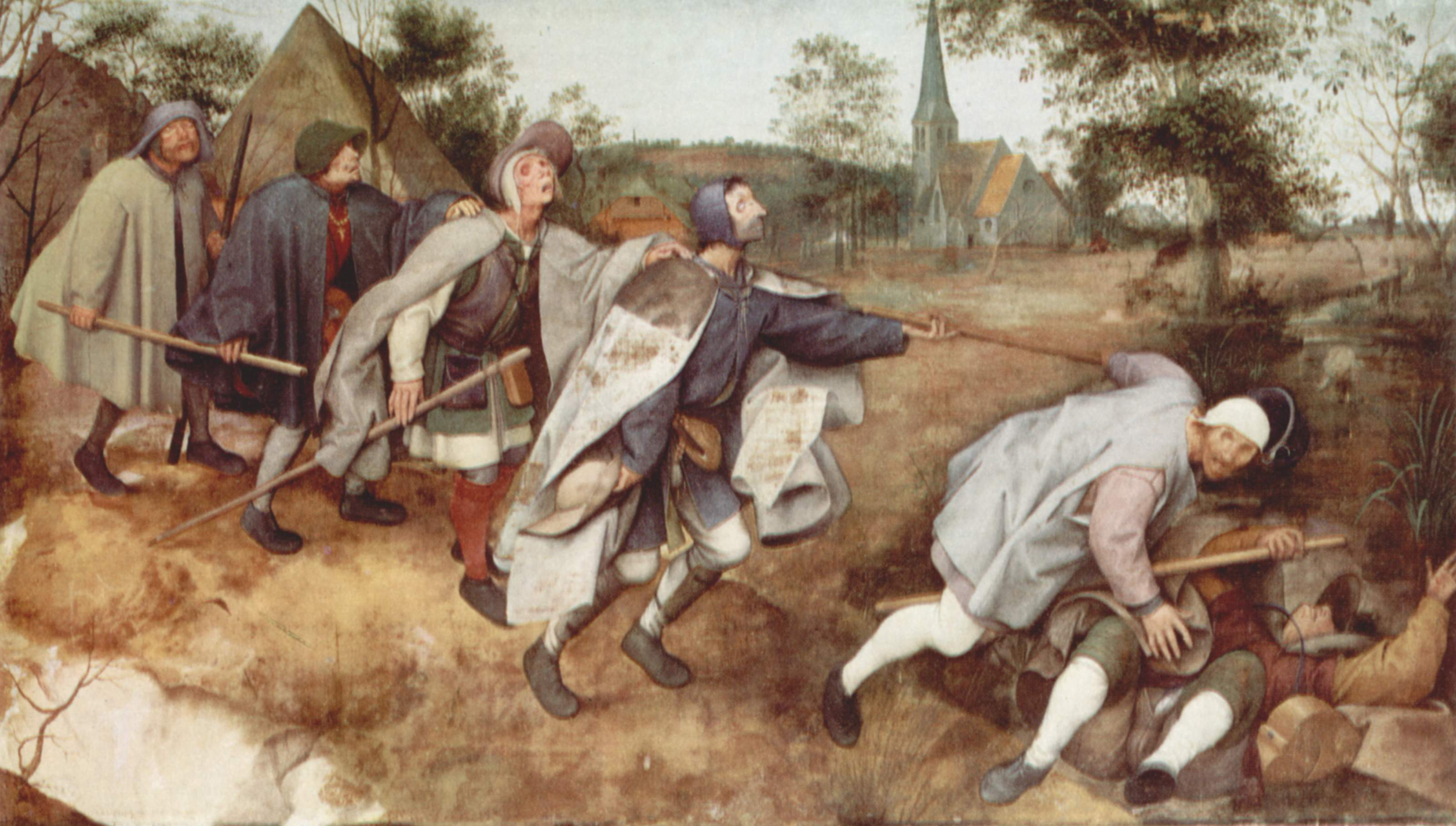
장님을 이끄는 장님(1568년), 카포디몬테 박물관 소장

## 같이 보기
- 플랑드르파
- 케네스 클라크
- 에른스트 곰브리치

## 참고 자료
- 이 문서에는 다음커뮤니케이션(현 카카오)에서 GFDL 또는 CC-SA 라이선스로 배포한 글로벌 세계대백과사전의 내용을 기초로 작성된 글이 포함되어 있습니다.